# John Sherman Cooper

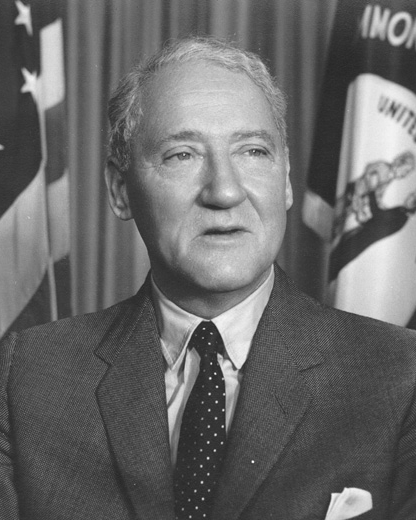
John Sherman Cooper

John Sherman Cooper (* 23. August 1901 in Somerset, Pulaski County, Kentucky; † 21. Februar 1991 in Washington, D.C.) war ein US-amerikanischer Politiker der Republikanischen Partei.

## Leben
Cooper studierte an der Yale University, an der er auch in die Studentenverbindung Skull & Bones aufgenommen wurde. Nachdem er dort 1923 graduiert hatte, besuchte Cooper von 1923 bis 1925 die Harvard Law School. 1928 wurde er in die Anwaltschaft aufgenommen und praktizierte in seiner Heimatstadt. Nachdem er von 1928 bis 1930 als Abgeordneter dem Repräsentantenhaus von Kentucky angehört hatte, wirkte er zwischen 1930 und 1938 als Richter in Pulaski County. Während des Zweiten Weltkrieges diente er von 1942 bis 1946 in der United States Army. Dort hatte Cooper den Rang eines Captains.

## Politik
Im November 1946 wurde er für die Republikaner in den Senat gewählt, um den vakanten Sitz des zurückgetretenen Happy Chandler auszufüllen. Cooper war vom 6. November 1946 bis zum 3. Januar 1949 Senator. Nachdem er bei den Wahlen 1948 Virgil Chapman unterlag, praktizierte er wieder als Jurist. 1952 wurde er erneut in den Senat gewählt, diesmal um den vakanten Sitz des verstorbenen Chapman auszufüllen, blieb vom 5. November 1952 bis zum 3. Januar 1955 Senator und verlor 1954 erneut die Wahl. Im Anschluss war Cooper von 1955 bis 1956 als Nachfolger von George V. Allen US-Botschafter in Indien und Nepal.
1956 wurde er zum dritten Mal in den Senat gewählt, um einen vakanten Sitz zu füllen, diesmal den des verstorbenen Alben W. Barkley. 1960 sowie 1966 wurde er wiedergewählt und vertrat Kentucky somit vom 7. November 1956 bis zum 3. Januar 1973 im Senat der Vereinigten Staaten. In seiner Funktion als Senator war Cooper Mitglied der Warren-Kommission. Bei der Wahl 1972 verzichtete er auf eine erneute Kandidatur. Nach seiner Tätigkeit als Botschafter in der DDR von 1974 bis 1976 praktizierte er als Jurist in Washington.
Cooper starb 89-jährig in Washington D.C. und wurde auf dem Nationalfriedhof Arlington beigesetzt. Im Fountain Square in Somerset wurde zu seinen Ehren eine Statue aufgestellt und die Kraftwerksanlage  John Sherman Cooper Power Plant, welche die umliegenden Countys mit Energie versorgt, nach ihm benannt.